# John Ryan (finansman)
John Dennis Ryan, född 10 oktober 1864 i Hancock, Michigan, död 11 februari 1933, var en amerikansk finansman.
Ryan började som handelsbokhållare, blev 1901 delägare i Amalgamated Copper Company i Montana och 1908 detta bolags president. Han sammanslog det 1910 med Anaconda Copper Mining Company, i vilket bolag han var president 1905-18. Utom i koppargruvor var han ("kopparkungen") livligt intresserad av vattenkraft inom Montana och organiserade ett stort bolag, Montana Power Company, som småningom åtog sig vattenkraftsleveransen till gruvorna i Montana och belysningen runt om i delstaten. 
Under USA:s deltagande i första världskriget anlitades han av president Woodrow Wilson i maj 1918 som chef för Bureau of Aircraft Production och var i augusti-november samma år chef för United States Army Air Service (föregångare till US Air Force) och andre biträdande krigsminister. Från 1919 fram till sin död var han ordförande i styrelsen för Anaconda Copper Mining Company.